# La Palestina, Durango
La Palestina är en ort i Mexiko.   Den ligger i kommunen Santiago Papasquiaro och delstaten Durango, i den centrala delen av landet, 900 km nordväst om huvudstaden Mexico City. La Palestina ligger 1 996 meter över havet och antalet invånare är 308.
Terrängen runt La Palestina är varierad. Runt La Palestina är det glesbefolkat, med 9 invånare per kvadratkilometer. Närmaste större samhälle är Lozano Zavala, 7,0 km norr om La Palestina. Trakten runt La Palestina består till största delen av jordbruksmark.